# Corydoras leucomelas
Corydoras leucomelas è un pesce d'acqua dolce appartenente alla famiglia Callichthyidae.

## Distribuzione e habitat
Proviene dal bacino del Rio delle Amazzoni, soprattutto in zone con substrato fangoso.

## Descrizione
Non supera i 4,5 cm.

## Biologia

### Comportamento
Forma piccoli banchi.

### Alimentazione
È onnivoro.

## Riproduzione
Come gli altri Corydoras, si riproduce in zone con corrente abbastanza intensa. Le uova vengono fecondate mentre si trovano tra le pinne pelviche della femmina. Non ci sono cure verso di esse.

## Acquariofilia
Può essere allevato in acquario.